# WZT-2 (vehículo de ingenieros)
El WZT-2 (en polaco: Wóz Zabezpieczenia Technicznego-2, Vehículo de Recuperación e Ingeniéros-2), es un vehículo de ingenieros similar al BREM soviético/ruso, tanto en funciones como en equipamiento; desarrollado sobre la base de un chasis del T-55 altamente modificado, con el fin de ser usado como un vehículo para los ingenieros militares de Polonia.
Se conoce que al menos Polonia fue su operador principal, y que se produjo bajo licencia para su uso local ante su separación política de la URSS.

## Historia
La producción en Polonia del vehículos de ingenieros No2 (en polaco: Wóz Zabezpieczenia Technicznego-2), se llevó a cabo desde al año de 1979 en los talleres de Construcciones Mecánicas "Bumar-Łabędy" en Gliwice. La primera serie de estos vehículos se hicieron en base al chasis del carro de combate T-55M; los que eran en realidad variantes del Wóz Zabezpieczenia Technicznego-1 altamente modificadas, pero ante los deficientes resultados de su desempeño, y su múltiple semejanza al BREM soviético, en los talleres de Bumar-Łabędy se decide el partir desde cero con un diseño renovado.
Más tarde se sustituyó el chasis del T-55M por unos provenientes de los tanques T-55AM. Su armamento no tuvo cambios del usado en su predecesor. El WZT-2 se produjo hasta 1992, cuando su lugar en las líneas de montaje de dichos vehículos estuvo a disposición el más moderno de la serie, el WZT-3.

## Usuarios
- Polonia

La producción definitiva del WZT-2 llegó en Polonia a las 600 unidades. Hoy día se hallan retirados del servicio activo, siendo unos pocos usados en tareas de capacitación de tropas. Algunos son usados por los servicios de emergencia locales (en polaco: Ratownictwo Kolejowe, Equipo de Emergencias Ferroviarias). Muchos han pasado a manos de coleccionistas privados que los adquirieron de manos del Ejército de Polonia.
- India

Se adqurireron 196 vehículos de Polonia.
- Irak

Perdidos en el transcurso de las acciones bélicas frente a la OTAN.
- Yugoslavia
- Pasados a las naciones sucesoras.

### Desarrollos relacionados
- T-55AM
- T-72

### Artículos similares
- Tipo 84
- M88 Armoured Recovering Vehicle
- BREM
- WZT-1
- WZT-3